# Sint-Plechelmusbasiliek
De Sint-Plechelmusbasiliek is een katholieke kerk in de Overijsselse stad Oldenzaal en een van de 23 basilieken in Nederland. De kerk is gewijd aan de heilige Plechelmus, een Ierse monnik uit de 8e eeuw, wiens feestdag sinds zijn heiligverklaring in de 10e eeuw op 15 juli op de kerkelijke kalender van het (middeleeuwse) bisdom Utrecht vermeld wordt. Rond deze datum wordt het patroonsfeest in de Oldenzaalse basiliek nog jaarlijks luisterrijk gevierd.

## Geschiedenis

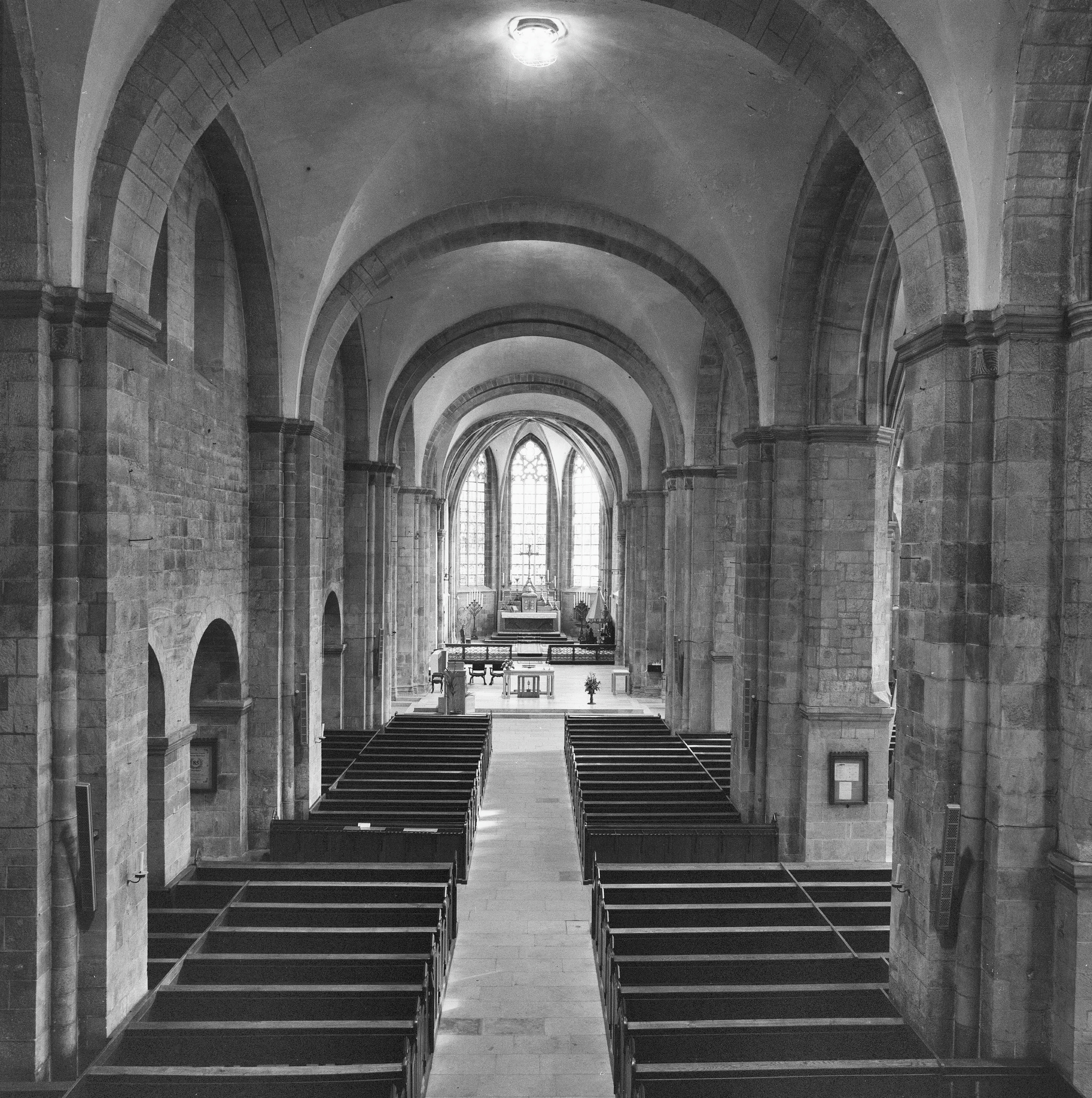
Interieur (1997)

De oudste delen van het bestaande gebouw dateren uit het midden en de tweede helft van de 12e eeuw, maar de geschiedenis van de kerk gaat verder terug. Mogelijk heeft al in de 8e eeuw de rondtrekkende missionaris Plechelmus hier een eerste kerkgebouw gesticht, gewijd aan paus Silvester. In 954 stichtte bisschop Balderik van Utrecht een kapittel in Oldenzaal, vergrootte en vernieuwde de bestaande Silvesterkerk die nu gewijd werd aan Plechelmus, die door de verheffing van zijn relieken de status van heilige verkreeg. Balderik liet bij deze gelegenheid relieken van Plechelmus overbrengen naar de Oldenzaalse kerk. Sindsdien had de Plechelmuskerk van Oldenzaal een hoge status; het kapittel was bijvoorbeeld in de middeleeuwen een van de vier kapittels buiten de stad Utrecht die meestemden bij bisschopsverkiezingen.
Rond 1150 werd de kerk vervangen door een nieuw gebouw in romaanse stijl. Van deze kerk resteren middenschip, noordbeuk, noordertransept en een koortravee. De kerk werd gebouwd van Bentheimer zandsteen en vertoont duidelijk Westfaalse en ook Saksische invloeden met als karakteristiek element het zogeheten Saksische ciboriumgewelf. De dom van Königslutter te Königslutter bij Helmstedt - de grafkerk van keizer Lotharius III - vertoont een aantal opvallende overeenkomsten met de Oldenzaalse Plechelmusbasiliek; beide kerkgebouwen hebben een identieke plattegrond van de viering. In het interieur van de Plechelmus werd het alternerend stelsel toegepast, waarbij middenbeuk en zijbeuken van elkaar worden gescheiden door bogen die door afwisselend zuilen en pijlers worden gedragen. De drie beuken werden overwelfd met kruisgewelven.
Waarschijnlijk onder bisschop Otto II van Lippe (1215-1227) werd de huidige toren met westkoor opgetrokken, waarvan de vierde geleding rond 1250 werd voltooid. De toren wordt vanwege de vroeggotische versieringen wel tot de romanogotiek gerekend. Rond 1500 werd de vijfde torengeleding gebouwd. Tussen 1481 en 1500 werden koor en zuidbeuk in gotische stijl vervangen. Het zuidtransept ging hierbij op in de nieuwe zijbeuk en verloor de topgevel.
De reformatie maakte in de 17e eeuw een einde aan zeven eeuwen liturgie van het Plechelmuskapittel. De indrukwekkende kapittelhuizen binnen de immuniteit van de Plechelmus werden in diezelfde eeuw nog voor afbraak verkocht. Vanaf 1633 tot 1810 werd het kerkgebouw gebruikt door de protestantse gemeenschap van Oldenzaal, die wegens het geringe aantal leden het onderhoud ervan sterk verwaarloosde. Na de teruggave aan de katholieken in 1810 door toedoen van koning Lodewijk Napoleon, die in 1809 een bezoek bracht aan Twente, werd allereerst het monumentale 15e-eeuwse doksaal afgebroken. Er waren verschillende restauraties nodig om het achterstallige onderhoud weg te werken. De belangrijkste daarvan was de restauratie van 1891 tot 1900, onder leiding van Jos Cuypers. Hierbij verdween de 17e-eeuwse Latijnse school boven de noordbeuk, die de kapittelzaal had vervangen, en tevens werd de noordelijke absidiool gereconstrueerd naar voorbeeld van die aan de zuidelijke dwarsarm. Ook liet Cuypers de oorspronkelijke middeleeuwse bepleistering en beschildering van het interieur - die na 1633 onder lagen witkalk bedekt was geraakt - volledig weghakken, waardoor de Bentheimer zandsteen van alle muurvlakken en pijlers geheel zichtbaar is geworden.

### Laatste jaren

Wapen van de basiliek, verleend per Koninklijk Besluit van 17 maart 2009.

In 1950 werd aan de kerk bij besluit van Paus Pius XII de eretitel basiliek oftewel basilica minor verleend.
In maart 2006 werd een grote en mede dankzij de steun van cabaretier Herman Finkers succesvolle actie gehouden om de Sint-Plechelmusbasiliek als parochiekerk te behouden. Sinds 2010 is de oude basiliek de parochiële hoofdkerk van de in dat jaar tot stand gekomen Sint-Plechelmusparochie: een samenvoeging van de oude Plechelmusparochie van de stad Oldenzaal met die van de Oldenzaalse Maria-, Antonius-, Drie-eenheids- en Emmauskerk alsmede met de Plechelmuskerken van de omliggende dorpen Rossum, Deurningen en Saasveld, en met de Remigiuskerk te Weerselo.

## Plechelmustoren
De Plechelmustoren is ongeveer zestig meter hoog en bereikte die hoogte bij een restauratie na 1626. De breedte van de toren is 13,40 meter (zuidzijde, zonder de plint). De toren wordt door Oldenzalers de "Oude Grijze" (Twents: Ol'n Griez'n) genoemd. Hij is van veraf zichtbaar wanneer men vanuit Denekamp of over de oude straatweg vanuit Hengelo komt aanrijden, omdat deze twee oude wegen kaarsrecht op de Plechelmustoren toelopen. De klokkenkamer in de Plechelmustoren is de grootste van zijn soort in Europa. Er hangt een beiaard van 49 klokken, waarvan zes ook als luidklokken dienstdoen. De grootste is de Plechelmus uit 2020 van de Spaanse klokkengieter Abel Portilla (3890 kg). De een na grootste klok, de Maria uit 1493, is gegoten door de beroemde klokkengieter Geert van Wou. De andere vier zijn de Beatrix (1600 kg), de Appolonia (1150 kg), de Henriëtte (680 kg) en de Everdina (480 kg), alle in de 20e eeuw gegoten. Met de toevoeging van de Plechelmus-klok in 2020 heeft de Plechelmustoren de grootste omvang luidklokken van de provincie Overijssel. 
Maandag tot en met vrijdag luidt de Beatrix om 12:00 en 18:00. Zaterdag luidt de Maria om 12:00 en 18:00 en op zondag de Plechelmus om 12:00 en 18:00. De luidingen betreft de aankondiging tot het Angelus (gebed).